# Готель (роман Артура Гейлі)
«Готель» — роман Артура Гейлі, написаний 1965 року. У ньому розповідається про незалежний готель «Сент-Ґреґорі» у Новому Орлеані і про те, як його керівництво намагається відновити прибутковість й уникнути поглинання мережею готелів О'Кіфа. Прототипом «Сент-Ґреґорі» ймовірно є готель «Рузвельт», хоча деякі джерела вказують на старий готель «Сент-Чарльз».

## Адаптації
Роман екранізували 1967 року, а 1983 року Аарон Спеллінг створив за його мотивами телевізійний серіал, який п'ять років транслювали на ABC. У телесеріалі готель «Сент-Ґреґорі» перенесли з Нового Орлеана до Сан-Франциско.

## Дійові особи
- Пітер Макдермотт, менеджер
- Воррен Трент, власник готелю
- Крістін Френсіс, секретарка Воррена Трента
- Гербі Чендлер, злодійкуватий старший розсильний
- Алоїз Ройс, камердинер Воррена Трента
- Кертіс О'Кіф, власник мережі готелів О'Кіф
- Дороті «Додо» Леш, коханка О'Кіфа
- Альберт Веллс, літній гість готелю
- Герцог і герцогиня Кройдонські, гості у президентському номері
- Огілві, готельний детектив
- Джуліус «Ключник» Мілн, готельний злодій
- Марша Прейскотт, гостя, що пробула в готелі одну ніч

## Сюжет
Пітер МакДермотт: Головний герой — Пітер МакДермотт; генеральний менеджер з плямою на репутації. Він закінчив факультет готельного менеджменту Корнелльського університету, а потім отримав роботу в одному із фешенебельних готелів. Однак його застали з жінкою в той час, коли він мав бути на службі. Це дало підставу його дружині і чоловікові тієї жінки вимагати розлучення. Інтрижка Макдермотта не мала для готелю особливого значення, але газети подали це так, що його звільнили з роботи та занесли до чорного списку. Та Воррен Трент, власник готелю «Сент-Ґреґорі», не звертаючи уваги на минуле і врахувавши його професіоналізм, узяв його на роботу. У романі йдеться про спроби Макдермотта впоратися з кількома критичними ситуаціями у готелі, в які залучено низку інших персонажів.
Фінансова проблема готелю: термін закладної готелю, яку власник не може виплатити або продовжити, спливає у п’ятницю, тож готель підлягатиме продажу. Кертіс О'Кіф, власник великої мережі готелів, планує купити готель «Сент-Ґреґорі», оскільки мережа О'Кіф ще не має готелю в Новому Орлеані. Крім того, він пропонує сплатити два мільйони за закладною, а також особисто Ворренові Тренту один мільйон доларів акціями й житлове приміщення. Однак Воррен не хоче втрачати готель, який так довго плекав. Вони вирішуюють відкласти ухвалення рішення щодо угоди до п’ятниці. Тим часом Воррен Трент вирішує укласти угоду з Міжнародним братством найманих працівників, профспілкою, яка давно хотіла увійти в готельну індустрію, але не мала успіху. В такий спосіб Воррен Трент міг би зберегти незалежність готелю та мати право голосу в його справах. Міжнародне братство найманих працівників вирішує послати двох своїх бухгалтерів у четвер, аби вивчити фінансові документи та встигнути прийняти рішення до кінцевого терміну, який спливає в п’ятницю вдень. Воррен Трент призначає Ройолла Едвардса, старшого ревізора зі «Сент-Ґреґорі» працювати з бухгалтерами цілу ніч, якщо буде потрібно, щоб завершити аналіз. Однак, через скандал із відмовою пустити гостя-афроамериканця до готелю, який потрапив на шпальти газет, Міжнародне братство найманих працівників розриває угоду. Воррену Тренту не залишається нічого іншого, як поступитися Кертісу О'Кіфу. На його превеликий подив, за кілька хвилин до полудня п’ятниці менеджер банку, який відмовив у рефінансуванні готелю, приходить із пропозицією, що особа, чиє ім’я він зараз не розголошуватиме, виплатить заставну та придбає більшість акцій готелю. Воррен Трент буде головою, хоча й номінально, але позаяк ця пропозиція краща, то він погоджується.
Крістін і Альберт Веллс: Крістін — секретарка Воррена Трента. Пітер і Крістін симпатизують одне одному. Вони мають багато спільного і відчувають, що могли би бути щасливими разом. У готелі у літнього гостя, пана Альберта Веллса, стається напад бронхіту у його номері. Персонал готелю швидко реагує і переносить його в інший номер. Крістін особисто піклується про Альберта Веллса, оскільки він гість готелю.
Марша Прейскотт: Тим часом відбувається ще один епізод, у якому бере участь
група хлопців-підлітків. Обставини ускладнює той факт, що вони є синами місцевого банкіра, торговця автомобілями та інших відомих жителів міста. Вони намагаються зґвалтувати міс Прейскотт, дочку містера Прейскотта, власника універмагу, який зараз перебуває в Римі. Однак, почувши її крики, Алоїз Ройс (афроамериканець і головний помічник Воррена Трента, до якого той ставиться як до сина) втручається, і Марші вдається втекти. Пітер розв'язує цю ситуацію та змушує хлопців скласти письмові вибачення. У цих листах хлопці звинувачують у своєму злочині злодійкуватого старшого розсильного Гербі Чендлера. Через те, що цей інцидент стався з вини Чендлера, йому загрожує негайне звільнення; однак Макдермотт хоче спочатку розповісти все містеру Тренту, адже Чендлер працює у готелі вже багато років. Чендлер пропонує хабаря заступнику головного адміністратора, але той відмовляється і наказує покинути офіс. Приховуючи лють і плануючи якусь помсту Макдермотту, Чендлер заходить у ліфт №4. Марша закохується в Пітера Макдермотта і пропонує йому одружитися. Пітеру важко відмовити такій багатійці та красуні, але зрештою він каже «ні», оскільки розуміє, що йому подобається Крістіна. Однак він долає почуття провини, коли дізнається від Анни (служниці Марші), що вона завжди така і що незабаром вона оговтається, ба більше, що Анна ніколи не була одружена, як йому раніше розповідала Марша. Справа в тому, що Марша, щоб переконати Пітера, раніше розповіла йому, що Анна мала гарне життя зі своїм чоловіком, якого вона зустрічала до шлюбу лише один раз, і не обов'язково потрібно знати людину надто довго, щоб прийняти рішення про одруження.
Конференція стоматологів: Основну частку прибутків приносить не оренда номерів, а ресторани та проведення конференцій. Незабаром у готелі «Сент-Ґреґорі» має відбутися великий з'їзд дантистів. Доктор Інґрем, президент з’їзду, вже прибув і оселився у своєму номері. До стійки реєстрації підходить доктор Ніколас, видатний афроамериканець-дантист і викладач університету, і показує підтверджене бронювання. Однак політика готелю не дозволяє здавати номери афроамериканцям. Доктор Інґрем дуже розчарований цим і погрожує, що проведе конференцію в іншому місці, що призведе до значних збитків. Коли Пітер обговорює це з Ворреном, той каже, що після кількох обговорень про це забудуть, конгрес відбудеться, і не варто хвилюватися. Зрештою, після кількох обговорень з’їзд вирішив залишитися, хоча доктор Інґрем подав у відставку.
Кертіс О'Кіф і Додо: Кертіс О'Кіф, власник великої мережі готелів, планує купити «Сент-Ґреґорі». Він приїхав із Додо, своєю коханкою. Але Кертіс планує змінити життя. Він вже домовився про роль у кіно для Додо і має намір поїхати в Нью-Йорк, щоб зустрітися зі своєю новою коханкою. Коли Воррен повідомляє Кертісу, що не погодиться на його пропозицію продати готель, Кертіс дуже розчарований і в пориві гніву каже Додо, що він більше не хоче бути з нею. Додо засмучена його словами, хоча й раніше уже про все здогадувалася. Їй потрібно сісти на рейс до Лос-Анджелеса, і перед тим, як полишити готель, вона заходить у ліфт № 4.
Герцог і герцогиня Кройдонські: у ще одному сюжетному повороті герцог і герцогиня Кройдонські переховуються у готелі, оскільки є винуватцями жахливої аварії, яка потрапила в заголовки газет. Герцог відвідував у нічний клуб, де його знайшла герцогиня. На зворотному шляху герцог збив жінку та її дочку, обидві загинули. Проте під час аварії пошкодилась фара та злетів обідок від неї. Герцог і герцогиня повернулися в готель, щоб спробувати придумати спосіб, як зняти з себе будь-які підозри. Коли офіціант приносить вечерю до президентського номера, герцогиня навмисно штовхає його, щоб зіпсувати одяг герцога. Герцогиня вчиняє скандал через це для того, щоб забезпечити їм з чоловіком алібі: усі мають подумати, що вони увесь час перебували у готелі. Але готельний детектив Огілві про все здогадується й намагається шантажувати герцога та герцогиню. Зрештою вони домовляються про те, що Огілві відвезе ягуар до Чикаго, і одержить двадцять п’ять тисяч доларів. До того часу, коли поліція зможе ідентифікувати автомобіль із розбитою фарою та обідком від неї, Огілві вже буде за межами Нового Орлеану. Він має виїхати о першій ночі в четвер. Огілві отримує письмову записку від герцогині з дозволом узяти її автомобіль із гаража, якщо охоронець гаража запитає про це. У той момент, коли він виїжджає з готелю, Пітер якраз туди заходить, і вони зустрічаються поглядами. Тоді Макдермотт не надає цьому особливого значення, однак, згадуючи всі події – ягуар, який належить герцогу та герцогині, яким керував Огілві – його розбиту фару – метушню, яку герцогиня підняла навколо офіціанта – він здогадується про їхню причетність до аварії. Пітер запитує охоронця гаража, і дізнається, що Огілві мав записку від герцогині, тому йому дозволили забрати машину, але випадково записка загубилася. Пітер повідомляє про цей інцидент капітана поліції Йоллеса, але, не маючи доказів, вони не можуть нічого довести. Доклавши наполегливих зусиль, співробітник, відповідальний за перероблення сміття, знаходить записку. Коли її показують герцогині, вона супить брови. Тоді герцог вирішує визнати свій злочин, виходить з номера та заходить у ліфт № 4.
Кейс Мілн: готельний злодій, що орудує в «Сент-Ґреґорі». Йому вдається отримати ключі від кількох номерів у готелі, використовуючи різні хитрощі. Серед іншого, він просить на стійці реєстрації ключі від чужих номерів, роздобуває ключі за дорпомогою дівчат, тощо. Коли він бачить герцога і герцогиню в готелі, то запалюється бажанням дістати ключа від їхнього номера. Йому вдається обманом отримати на рецепції ключ, підготувати дублікат і викрасти з кімнати герцогині п’ятнадцять тисяч доларів та деякі коштовності. Отримавши таку здобич, він вирішує покинути готель і сідає в ліфт №4.
Кульмінація: Об 11:30 ранку п’ятниці відбувається зустріч щодо передачі готелю новому власнику. Прибуває містер Демпстер з Нью-Йорка, щоб розкрити ім'я свобо боса, і виявляється, що це Альберт Веллс, гість готелю, за яким доглядала Крістін, не підозрюючи, що він багатій, який викупив готель. На превеликий подив Пітера, його призначають виконавчим віцепрезидентом «Сент-Ґреґорі», і він керуватиме готелем, а Демпстер буде офіційним президентом (посада, яку Демпстер обіймає у всіх інших готелях, що належать Альберту Веллсу). Під час зустрічі прибігає Крістін і розповідає, що з ліфтом № 4 стався нещасний випадок, він зірвався вниз, внаслідок чого загинув робітник.
Крім того, загинуло кілька пасажирів, зокрема літнє подружжя. Серйозно травмовану Додо доставили у лікарню. Саме тоді Кертіс розуміє, як сильно він любить Додо, і знаходить для неї найкращих нейрохірургів. Невдовзі її прооперували й їй нічого не загрожує. Герцог же загинув миттєво. Звістка про це шокує герцогиню, однак вона не виказує жодних емоцій. Поліціянт, капітан Йоллес, тепер вважає, що провину за наїзд можна легко перекласти на покійного герцога, і це врятує герцогиню. Гербі Чендлер, старший розсильний, назавжди паралізований і більше ніколи не працюватиме. Ключник втікає неушкодженим з усіма вкраденими грошима, і присягає сам собі, що покине злодійські справи. Воррен Трент радий, що зміг зберегти свій готель і залишитися на посаді голови правління. Алоїз Ройс покидає готель, щоб вивчати право, але спершу вони з Макдермоттом перехилять по чарчині.

## Структура роману
У романі багато сюжетних ліній, які розгортаються упродовж п’яти робочих днів, з понеділка по п’ятницю. В окремі дні описано самодостатні епізоди, в яких докладно досліджено певні елементи розпорядку великого готелю. Мег Єтмейн, прибиральниця, «отримує своє», виносячи під одягом стейки наприкінці зміни; Том Ерлшор, звільнений бармен, робить майже те саме, шахруючи з алкоголем. Інші короткі епізоди пояснюють прийоми, які використовують повії, щоб непоміченими входити та виходити з готелю, а також різні методи, які застосовує готельний злодій.

## Передісторія написання
Гейлі працював над романом два з половиною роки і завершив його в червні 1964 року. Він зізнається, що його дружина Шейла дуже допомогла з дослідженням матеріалу. Спочатку книжкові клуби, які були важливі для продажу книжки Гейлі, відхилили роман. Однак, коли книгу прочитали на стадії верстки, три студії почали змагатися за права на екранізацію. Зрештою Warner Bros викупила права і попросила Гейлі написати сценарій. Книжка стала бестселером, найуспішнішою книжкою Гейлі на той час. 

## Переклади українською
А. Гейлі. Готель. Пер. з англійської Мара Пінчевського, Олександри Гординчук — Харків: «Клуб сімейного дозвілля», 2023.